# Kraśnik (gmina wiejska)
Kraśnik – gmina wiejska w województwie lubelskim, w powiecie kraśnickim. W latach 1975–1998 gmina położona była w województwie lubelskim.
Siedziba gminy to Kraśnik.
Według danych z 30 czerwca 2004 gminę zamieszkiwało 6997 osób. Natomiast według danych z 31 grudnia 2019 roku gminę zamieszkiwały 7332 osoby.

## Historia
Gmina wiejska Kraśnik powstała 1 stycznia 1973 w powiecie kraśnickim w województwie lubelskim w związku z reformą administracyjną kraju, która reaktywowała gminy w miejsce dotychczasowych gromad (które funkcjonowały w latach 1954–1972. W skład gminy weszło 20 sołectw (wiele z tych okalających Kraśnik w okrojonych granicach, jako że równocześnie zmieniły się drastycznie miasta Kraśnika, stanowiącego odrębną gminę miejską):
- Bojanówka[9] — od granicy posesji nr 72 w kierunku północno-zachodnim do granicy ze Spławami (zasadnicza część Bojanówki pozostała w granicach Kraśnika[10]),
- Dąbrowa[11]  (wyłączona z Kraśnika),
- Góry[12] — z wyjątkiem terenów położonych między ulicą Śliską i drogą biegnącą od tej ulicy do kolonii Pasieka a granicą z Mikulinem (zasadnicza część Gór pozostała w granicach Kraśnika[13]),
- Karpiówka,
- Kowalin,
- Lasy[14] — do torów kolejowych (południowa część Lasów pozostała w granicach Kraśnika jako część Zarzecza Pierwszego[15]),
- Mikulin[16] (wyłączony z Kraśnika),
- Ośrodek Wyżnica[17] (wyłączona z Kraśnika),
- Pasieka[18] (wyłączona z Kraśnika),
- Pasieka-Kolonia[19] (wyłączona z Kraśnika),
- Piaski[20] — od strony południowo-zachodniej za torem kolejowym (zasadnicza część Piasków pozostała w granicach Kraśnika[21]),
- Podlesie[22] — tereny położone na północny zachód od drogi prowadzącej z ulicy Podleskiej do Gór i do ulicy Cegielnianej (północna część Podlesia pozostała w granicach Kraśnika[23]),
- Słodków Drugi,
- Słodków Pierwszy,
- Słodków Trzeci,
- Spławy,
- Stróża,
- Stróża-Kolonia,
- Suchynia[24] (wyłączona z Kraśnika),
- Zarzecze Drugie[25] — do granicy od strony południowo-zachodniej do toru kolejowego (zasadnicza część Zarzecza Drugiego pozostała w granicach Kraśnika[26]).

## Struktura powierzchni
Według danych z roku 2002 gmina Kraśnik ma obszar 105,36 km², w tym:
- użytki rolne: 64%
- użytki leśne: 31%

Gmina stanowi 10,48% powierzchni powiatu.

## Demografia

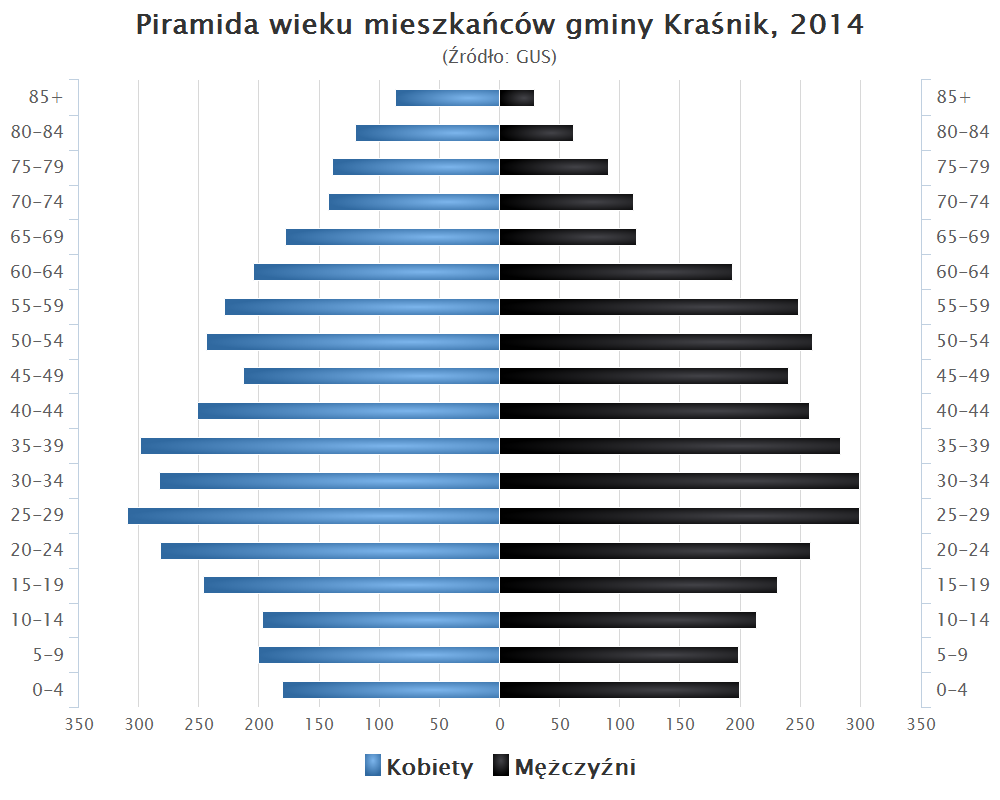
Piramida wieku mieszkańców gminy Kraśnik w 2014 roku

Dane z 30 czerwca 2004:
| Opis                              | Ogółem | Ogółem | Kobiety | Kobiety | Mężczyźni | Mężczyźni |
| --------------------------------- | ------ | ------ | ------- | ------- | --------- | --------- |
| jednostka                         | osób   | %      | osób    | %       | osób      | %         |
| populacja                         | 6997   | 100    | 3569    | 51      | 3428      | 49        |
| gęstość zaludnienia (mieszk./km²) | 66,4   | 66,4   | 33,9    | 33,9    | 32,5      | 32,5      |

Dane z 31 grudnia 2007
| Opis                              | Ogółem | Ogółem | Kobiety | Kobiety | Mężczyźni | Mężczyźni |
| --------------------------------- | ------ | ------ | ------- | ------- | --------- | --------- |
| jednostka                         | osób   | %      | osób    | %       | osób      | %         |
| populacja                         | 7207   | 100    | 3709    | 51,5    | 3498      | 48,5      |
| gęstość zaludnienia (mieszk./km²) | 68,6   | 68,6   |         |         |           |           |

## Sołectwa
Dąbrowa-Bór, Karpiówka, Kowalin, Lasy, Mikulin, Pasieka, Pasieka-Kolonia, Podlesie, Słodków Pierwszy, Słodków Drugi, Słodków Trzeci, Spławy Pierwsze, Spławy Drugie, Stróża, Stróża-Kolonia, Suchynia.

## Sąsiednie gminy
Dzierzkowice, miasto Kraśnik (gm. miejska), Szastarka, Trzydnik Duży, Urzędów, Wilkołaz, Zakrzówek